# Billie Jean King Cup 2023 – finále
Finále Billie Jean King Cupu 2023, oficiálně Billie Jean King Cup by Gainbridge Finals 2023, představovalo nejvyšší úroveň – elitní dvanáctičlennou skupinu, z níž vzešel celkový vítěz jubilejního 60. ročníku ženské týmové soutěže v tenise, do níž zasáhlo 134 družstev.
Dějištěm finálového turnaje se poprvé stala španělská Sevilla. Španělsko naposledy předtím finále hostilo roku 2008 v Madridu. Soutěž probíhala od 7. do 12. listopadu 2023 na víceúčelovém Estadio La Cartuja, kde byly postaveny dvě haly. Vedle tří stanových kurtů pro trénink obsahovala každá z nich jeden soutěžní dvorec s tvrdým povrchem Rebound Ace. Kapacita centrálního kurtu činila 4 tisíce a prvního dvorce 1,5 tisíce diváků. Na jedničce se hrálo jen 9. a 10. listopadu. Ředitelkou turnaje se stala pětinásobná vítězka soutěže Conchita Martínezová. Generálním partnerem finále podruhé byla americká pojišťovací agentura Gainbridge. Celková návštěvnost finále činila 17 656 diváků, znamenající meziroční nárůst vůči glasgowskému finále o 35 %.
Obhájcem titulu bylo Švýcarsko, které se v roce 2022 ziskem prvního titulu stalo dvanáctou vítěznou zemí a prvním novým šampionem od roku 2006, kdy premiérově triumfovala Itálie.
Premiérovou trofej v soutěži založené roku 1963 získala Kanada, která vylepšila semifinálové maximum z roku 1988. Ve finále zdolala Itálii 2–0 na zápasy a celkově – ve čtyřech mezistátních zápasech – vyhrála deset z jedenácti utkání. Hlavní oporou se stala neporažená Leylah Fernandezová ze čtvrté desítky žebříčku, která zvítězila ve čtyřech dvouhrách a jedné čtyřhře. Překvapením kadanského výběru byla 18letá debutantka Marina Stakusicová ze třetí světové stovky, která poprvé v kariéře porazila členky Top 100 a ze čtyř dvouher ztratila jedinou. Kanada se tak stala třináctou zemí, která vybojovala trofej a navázala na rok starý první triumf Švýcarek. Itálie usilovala o zisk pátého titulu, když čtvrtý v pořadí si odvezla z cagliarského finále v roce 2013.

## Účastníci
Finále se zúčastnilo dvanáct týmů:
- 2 finalisté 2022 (Švýcarsko, Austrálie)
- 9 vítězů kvalifikačního kola z dubna 2023
- 1 tým na divokou kartu (Polsko)

| Účastníci | Účastníci | Účastníci | Účastníci     | Účastníci | Účastníci  |
| Austrálie | Česko     | Francie   | Itálie        | Kanada    | Kazachstán |
| Německo   | Polsko    | Slovinsko | Spojené státy | Španělsko | Švýcarsko  |
| --------- | --------- | --------- | ------------- | --------- | ---------- |

### Nasazení
Nasazení výcházelo z postavení týmů na žebříčku ITF. Rozlosování skupin se uskutečnilo 24. května 2023 v Londýně. Nejvýše nasazeným týmem se stal vítěz předchozího ročníku Švýcarsko a poražený finalista Austrálie druhým nasazeným.
1. Švýcarsko
2. Austrálie
3. Španělsko
4. Francie

## Soupisky týmů

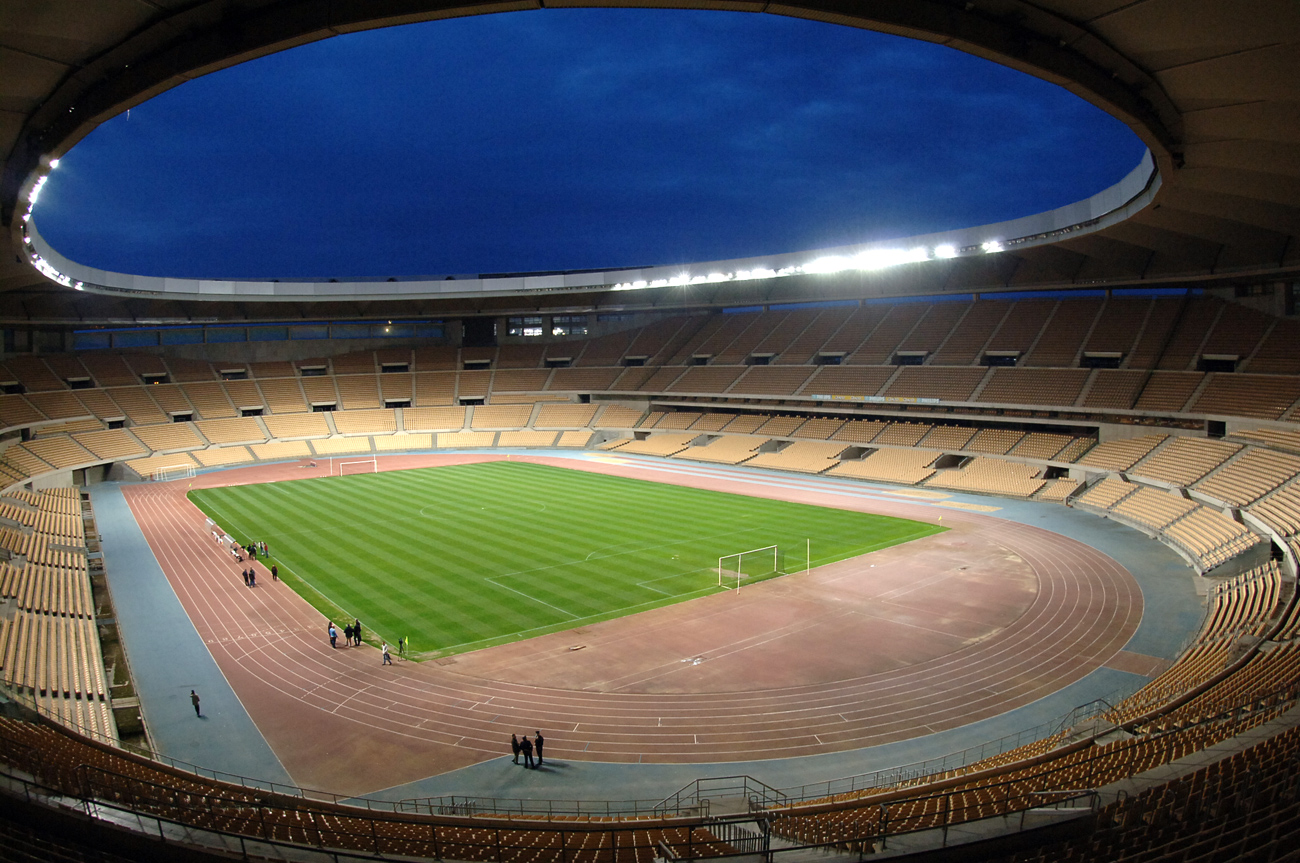
Na ploše stadionu La Cartuja byly instalovány halové dvorce

Dvanáct týmů zahrnovalo 59 tenistek, v nichž bylo deset bývalých vítězek Billie Jean King Cupu, pět šampionek grandslamové dvouhry a další tři poražené grandslamové finalistky. Sedm hráček v soutěži debutovalo včetně vítězné Kanaďanky Mariny Stakusicové.
Kapitáni mohli do výběru nominovat až pět tenistek. Podruhé za sebou se z finále odhlásila světová jednička Iga Świąteková, která i s dalšími hráčkami kritizovala řídící organizace tenisu WTA (pořádající okruh) a ITF (pořádající BJK Cup) za neschopnost se dohodnout na přijatelném harmonogramu. Podle polské tenistky se nebylo možné kvalitně připravit na vrchol týmové soutěže v Seville ihned po skončení Turnaje mistryň hraného v téměř osm tisíc kilometrů vzdáleném Cancúnu, včetně rizika zranění v závěru sezóny a horší adaptace kvůli pásmové nemoci.
Také dvě nejvýše postavené Američanky, světová trojka Coco Gauffová a pětka Jessica Pegulaová, se odhlásily, když zasáhly do dvouhry i čtyřhry předcházejícího Turnaje mistryň. V českém výběru absentovaly osmá hráčka žebříčku Karolína Muchová pro zraněné zápěstí a světová čtrnáctka Petra Kvitová. Harmonogram turnajů kritizoval i nehrající kapitán Petr Pála, jenž namísto Muchové povolal Marii Bouzkovou. Billie Jean Kingová, po níž byla soutěž pojmenována a která v ní roku 2023 získala vlastnický podíl, uvedla: „Musíme si k tomu všichni sednout a vymyslet lepší kalendář. Jde o to, aby všichni věděli, co se bude dít, protože nemůžete taková rozhodnutí o Turnaji mistryň dělat v říjnu nebo září. Musí to vědět předem. Jedině tak je to fér“.
Švýcarská jednička Belinda Bencicová, která odehrála poslední turnaj na zářijovém San Diego Open,  oznámila 3. listopadu 2023 těhotenství a přerušení kariéry. S týmem přesto do Sevilly odcestovala.
Nejmladší členkou startovního pole se stala 17letá Slovinka Ela Nala Milićová, dcera bývalého basketbalisty Marka Miliće hrajícího NBA a vnučka koulaře Vladimira Miliće.
| Soupisky týmů | Soupisky týmů         | Soupisky týmů         | Soupisky týmů        | Soupisky týmů        | Soupisky týmů            | Soupisky týmů            | Soupisky týmů        | Soupisky týmů        | Soupisky týmů           | Soupisky týmů           | Soupisky týmů              | Soupisky týmů |
| Tým | jednička týmu         | jednička týmu         | dvojka týmu          | dvojka týmu          | trojka týmu              | trojka týmu              | čtyřka týmu          | čtyřka týmu          | pětka týmu              | pětka týmu              | kapitán                    |               |
| --- | --------------------- | --------------------- | -------------------- | -------------------- | ------------------------ | ------------------------ | -------------------- | -------------------- | ----------------------- | ----------------------- | -------------------------- | ------------- |
| Austrálie | Kimberly Birrellová   | Kimberly Birrellová   | Storm Hunterová      | Storm Hunterová      | Darja Savilleová         | Darja Savilleová         | Ellen Perezová       | Ellen Perezová       | Ajla Tomljanovićová     | Ajla Tomljanovićová     | Alicia Moliková            |               |
| Austrálie | 113.                  | 233.                  | 172.                 | 1.                   | 206.                     | 168.                     | 500.                 | 17.                  | 549.                    | —                       | Alicia Moliková            |               |
| Česko | Markéta Vondroušová   | Markéta Vondroušová   | Barbora Krejčíková   | Barbora Krejčíková   | Marie Bouzková           | Marie Bouzková           | Linda Nosková        | Linda Nosková        | Kateřina Siniaková      | Kateřina Siniaková      | Petr Pála                  |               |
| Česko | 7.                    | 44.                   | 10.                  | 13.                  | 34.                      | 23.                      | 41.                  | 198.                 | 45.                     | 10.                     | Petr Pála                  |               |
| Francie | Caroline Garciaová    | Caroline Garciaová    | Varvara Gračovová    | Varvara Gračovová    | Clara Burelová           | Clara Burelová           | Alizé Cornetová      | Alizé Cornetová      | Kristina Mladenovicová  | Kristina Mladenovicová  | Julien Benneteau           |               |
| Francie | 20.                   | 90.                   | 44.                  | 903.                 | 61.                      | 644.                     | 118.                 | 317.                 | 249.                    | 70.                     | Julien Benneteau           |               |
| Itálie | Jasmine Paoliniová    | Jasmine Paoliniová    | Martina Trevisanová  | Martina Trevisanová  | Elisabetta Cocciarettová | Elisabetta Cocciarettová | Lucia Bronzettiová   | Lucia Bronzettiová   | Lucrezia Stefaniniová   | Lucrezia Stefaniniová   | Tathiana Garbinová         |               |
| Itálie | 30.                   | 97.                   | 43.                  | 390.                 | 52.                      | 508.                     | 64.                  | 891.                 | 119.                    | —                       | Tathiana Garbinová         |               |
| Kanada | Leylah Fernandezová   | Leylah Fernandezová   | Rebecca Marinová     | Rebecca Marinová     | Eugenie Bouchardová      | Eugenie Bouchardová      | Marina Stakusicová   | Marina Stakusicová   | Gabriela Dabrowská      | Gabriela Dabrowská      | Heidi El Tabakhová         |               |
| Kanada | 35.                   | 20.                   | 176.                 | 1039.                | 273.                     | —                        | 258.                 | 449.                 | —                       | 8.                      | Heidi El Tabakhová         |               |
| Kazachstán | Jelena Rybakinová     | Jelena Rybakinová     | Julia Putincevová    | Julia Putincevová    | Žibek Kulambajevová      | Žibek Kulambajevová      | Aružan Sagandikovová | Aružan Sagandikovová | Anna Danilinová         | Anna Danilinová         | Jaroslava Švedovová        |               |
| Kazachstán | 4.                    | 119.                  | 69.                  | 343.                 | 515.                     | 151.                     | 751.                 | 865.                 | 814.                    | 56.                     | Jaroslava Švedovová        |               |
| Německo | Tatjana Mariová       | Tatjana Mariová       | Laura Siegemundová   | Laura Siegemundová   | Anna-Lena Friedsamová    | Anna-Lena Friedsamová    | Eva Lysová           | Eva Lysová           | Jule Niemeierová        | Jule Niemeierová        | Rainer Schüttler           |               |
| Německo | 57.                   | 307.                  | 86.                  | 5.                   | 115.                     | 114.                     | 130.                 | —                    | 162.                    | 425.                    | Rainer Schüttler           |               |
| Polsko | Magda Linetteová      | Magda Linetteová      | Magdalena Fręchová   | Magdalena Fręchová   | Katarzyna Kawaová        | Katarzyna Kawaová        | Weronika Falkowská   | Weronika Falkowská   | Martyna Kubková         | Martyna Kubková         | Dawid Celt                 |               |
| Polsko | 24.                   | 42.                   | 63.                  | 388.                 | 207.                     | 118.                     | 325.                 | 93.                  | 395.                    | 212.                    | Dawid Celt                 |               |
| Slovinsko | Tamara Zidanšeková    | Tamara Zidanšeková    | Kaja Juvanová        | Kaja Juvanová        | Veronika Erjavecová      | Veronika Erjavecová      | Nina Potočniková     | Nina Potočniková     | Ela Nala Milićová       | Ela Nala Milićová       | Andrej Krasevec            |               |
| Slovinsko | 100.                  | 351.                  | 104.                 | —                    | 183.                     | 153.                     | 543.                 | 656.                 | 1024.                   | —                       | Andrej Krasevec            |               |
| Spojené státy | Sofia Keninová        | Sofia Keninová        | Sloane Stephensová   | Sloane Stephensová   | Peyton Stearnsová        | Peyton Stearnsová        | Danielle Collinsová  | Danielle Collinsová  | Taylor Townsendová      | Taylor Townsendová      | Kathy Rinaldiová           |               |
| Spojené státy | 33.                   | 434.                  | 48.                  | 629.                 | 53.                      | 101.                     | 55.                  | 84.                  | 80.                     | 7.                      | Kathy Rinaldiová           |               |
| Španělsko | Sara Sorribes Tormová | Sara Sorribes Tormová | Rebeka Masárová      | Rebeka Masárová      | Paula Badosová           | Paula Badosová           | Cristina Bucșová     | Cristina Bucșová     | Marina Bassols Riberová | Marina Bassols Riberová | Anabel Medina Garriguesová |               |
| Španělsko | 50.                   | 33.                   | 65.                  | 158.                 | 66.                      | 354.                     | 83.                  | 66.                  | 110.                    | 381.                    | Anabel Medina Garriguesová |               |
| Švýcarsko | Belinda Bencicová     | Belinda Bencicová     | Viktorija Golubicová | Viktorija Golubicová | Céline Naefová           | Céline Naefová           | Jil Teichmannová     | Jil Teichmannová     | Simona Waltertová       | Simona Waltertová       | Heinz Günthardt            |               |
| Švýcarsko | 17.                   | 197.                  | 84.                  | 146.                 | 139.                     | 428.                     | 143.                 | 136.                 | 166.                    | 397.                    | Heinz Günthardt            |               |
| Žebříček WTA ve dvouhře a čtyřhře k 6. listopadu 2023 / – nejvýše postavená jednička až pětka ve startovním poli |                       |                       |                      |                      |                          |                          |                      |                      |                         |                         |                            |               |

## Finanční odměny
Odměny týmům činily 9,6 milionu dolarů. Vítězný tým obdržel rekordních 2,4 milionu dolarů. Podruhé v řadě se jednalo o částky odpovídající odměnám v závěrečné fázi mužského finále Davis Cupu 2023.
| Vítěz       | finalista   | semifinalisté | základní skupina |
| ----------- | ----------- | ------------- | ---------------- |
| 2 400 000 $ | 1 440 000 $ | 960 000 $     | 480 000 $        |

## Formát

### Zápasy
Mezistátní zápasy probíhaly v jediném dni, v podobě dvou dvouher a závěrečné čtyřhry. Utkání byla hrána na dvě vítězné sady. Všechny sety ve dvouhře zakončil za stavu her 6–6 tiebreak do 7 bodů. Ve čtyřhře se při shodě namísto výhod hrál rozhodující bod, s výběrem strany hráčky na příjmu. Případná třetí sada měla charakter 10bodového supertiebreaku. Do první dvouhry nastoupily nominované dvojky, druhý singl odehrály jedničky.

### Skupiny
V první fázi finále byly týmy rozděleny do čtyř tříčlenných skupin, v nichž se utkal každý s každým. Vítězové skupin postoupili do semifinále, od něhož se soutěž konala vyřazovacím systémem. Finalisté si zajistili přímý postup do finálového turnaje 2024. Na družstva z 3.–12. místa čekalo kvalifikační kolo 2024.
| Harmonogram           | Harmonogram                     | Harmonogram                     | Harmonogram                     | Harmonogram                     |
| Datum                 | den                             | fáze                            | týmů                            | informace                       |
| --------------------- | ------------------------------- | ------------------------------- | ------------------------------- | ------------------------------- |
| 7.–10. listopadu 2023 | úterý–čtvrtek                   | základní skupiny                | 12                              | 4 skupiny po 3 týmech           |
| 11. listopadu 2023    | pátek                           | semifinále                      | 4                               | 4 vítězově skupin               |
| 12. listopadu 2023    | sobota                          | finále                          | 2                               | 2 vítězově semifinále           |
| Výsledek              |                                 |                                 |                                 |                                 |
| Umístění              | účast                           | účast                           | účast                           | účast                           |
| 1.–2. místo           | účast ve finále 2024            | účast ve finále 2024            | účast ve finále 2024            | účast ve finále 2024            |
| 3.–12. místo          | účast v kvalifikačním kole 2024 | účast v kvalifikačním kole 2024 | účast v kvalifikačním kole 2024 | účast v kvalifikačním kole 2024 |

## Skupinová fáze
|  | postup do vyřazovací fáze |

| Skupina | 1. místo  | 1. místo | 1. místo | 1. místo | 2. místo      | 2. místo | 2. místo | 2. místo | 3. místo  | 3. místo | 3. místo | 3. místo |
| Skupina | tým       | MZ       | U        | S        | tým           | MZ       | U        | S        | tým       | MZ       | U        | S        |
| ------- | --------- | -------- | -------- | -------- | ------------- | -------- | -------- | -------- | --------- | -------- | -------- | -------- |
| A       | Česko     | 2–0      | 5–1      | 10–3     | Spojené státy | 1–1      | 4–2      | 8–5      | Švýcarsko | 0–2      | 0–6      | 2–12     |
| B       | Slovinsko | 1–1      | 3–3      | 9–6      | Kazachstán    | 1–1      | 3–3      | 7–8      | Austrálie | 1–1      | 3–3      | 6–8      |
| C       | Kanada    | 2–0      | 6–0      | 12–1     | Španělsko     | 1–1      | 2–4      | 5–9      | Polsko    | 0–2      | 1–5      | 4–11     |
| D       | Itálie    | 2–0      | 5–1      | 11–5     | Francie       | 1–1      | 4–2      | 10–6     | Německo   | 0–2      | 0–6      | 2–12     |

### Skupina A
| Poř. | Tým           | mez. zápasy | utkání | sety | % setů | hry   | % her |
| ---- | ------------- | ----------- | ------ | ---- | ------ | ----- | ----- |
| 1.   | Česko         | 2–0         | 5–1    | 10–3 | 77 %   | 72–54 | 57 %  |
| 2.   | Spojené státy | 1–1         | 4–2    | 8–5  | 62 %   | 67–59 | 53 %  |
| 3.   | Švýcarsko     | 0–2         | 0–6    | 2–12 | 14 %   | 61–87 | 41 %  |

#### Švýcarsko vs. Česko
| | Švýcarsko | 0 :                                                                             | 3    | Česko |     |  |
| --- | --- | ------------------------------------------------------------------------------- | ---- | ----- | --- |  |
| centrální dvorec, Estadio La Cartuja, Sevilla, Španělsko 7. listopadu 2023, 16:00 SEČ tvrdý (hala) | |                                                                                 |      |       |     |  |
| \| \| \| \| 1. \| 2. \| 3. \| \| \| ----------- \| -------------------------------------------------------------------------------------------------------------------------------------------------------------------------------------------------------------------------------------------------------- \| ------------------------------------------------------------------------------- \| ---- \| --- \| --- \| \| \| 1. \| \| Céline Naefová Linda Nosková \| 62 7 \| 6 4 \| 4 6 \| \| \| 2. \| \| Viktorija Golubicová Marie Bouzková \| 4 6 \| 4 6 \| \| \| \| 3. \| \| Viktorija Golubicová / Jil Teichmannová Barbora Krejčíková / Kateřina Siniaková \| 63 7 \| 2 6 \| \| \| \| \| \| \| \| \| \| \| \| \| \| \| \| \| \| \| \| \| \| \| \| \| \| \| \| Podrobnosti \| \| \| \| \| \| \| \| \| Předchozí poměr vzájemných zápasů mezi Českem a Švýcarskem činil 7:3. V úvodních čtyřech zápasech hrálo Československo a vždy vítězně. Předchozí dva duely proti Češkám vyhrály Švýcarky, ve skupině finálového turnaje 2021 i světovém semifinále 2022. \| \| \| \| \| \| | |                                                                                 |      |       |     |  |
| | |                                                                                 | 1.   | 2.    | 3.  |  |
| 1. | | Céline Naefová Linda Nosková                                                    | 62 7 | 6 4   | 4 6 |  |
| 2. | | Viktorija Golubicová Marie Bouzková                                             | 4 6  | 4 6   |     |  |
| 3. | | Viktorija Golubicová / Jil Teichmannová Barbora Krejčíková / Kateřina Siniaková | 63 7 | 2 6   |     |  |
| | |                                                                                 |      |       |     |  |
| | |                                                                                 |      |       |     |  |
| | |                                                                                 |      |       |     |  |
| Podrobnosti | |                                                                                 |      |       |     |  |
| | Předchozí poměr vzájemných zápasů mezi Českem a Švýcarskem činil 7:3. V úvodních čtyřech zápasech hrálo Československo a vždy vítězně. Předchozí dva duely proti Češkám vyhrály Švýcarky, ve skupině finálového turnaje 2021 i světovém semifinále 2022. |                                                                                 |      |       |     |  |

#### Švýcarsko vs. Spojené státy americké
| | Švýcarsko | 0 :                                                                          | 3    | Spojené státy americké |     |  |
| --- | --- | ---------------------------------------------------------------------------- | ---- | ---------------------- | --- |  |
| centrální dvorec, Estadio La Cartuja, Sevilla, Španělsko 9. listopadu 2023, 16:00 SEČ tvrdý (hala) | |                                                                              |      |                        |     |  |
| \| \| \| \| 1. \| 2. \| 3. \| \| \| ----------- \| ---------------------------------------------------------------------------------------------------------------------------------------------- \| ---------------------------------------------------------------------------- \| ---- \| ---- \| --- \| \| \| 1. \| \| Céline Naefová Danielle Collinsová \| 64 7 \| 1 6 \| \| \| \| 2. \| \| Viktorija Golubicová Sofia Keninová \| 3 6 \| 7 61 \| 5 7 \| \| \| 3. \| \| Jil Teichmannová / Simona Waltertová Sloane Stephensová / Taylor Townsendová \| 1 6 \| 63 7 \| \| \| \| \| \| \| \| \| \| \| \| \| \| \| \| \| \| \| \| \| \| \| \| \| \| \| \| Podrobnosti \| \| \| \| \| \| \| \| \| Předchozí poměr vzájemných zápasů mezi Spojenými státy americkými a Švýcarskem činil 9:0. Naposledy Američanky vyhrály ve světové baráži 2019. \| \| \| \| \| \| | |                                                                              |      |                        |     |  |
| | |                                                                              | 1.   | 2.                     | 3.  |  |
| 1. | | Céline Naefová Danielle Collinsová                                           | 64 7 | 1 6                    |     |  |
| 2. | | Viktorija Golubicová Sofia Keninová                                          | 3 6  | 7 61                   | 5 7 |  |
| 3. | | Jil Teichmannová / Simona Waltertová Sloane Stephensová / Taylor Townsendová | 1 6  | 63 7                   |     |  |
| | |                                                                              |      |                        |     |  |
| | |                                                                              |      |                        |     |  |
| | |                                                                              |      |                        |     |  |
| Podrobnosti | |                                                                              |      |                        |     |  |
| | Předchozí poměr vzájemných zápasů mezi Spojenými státy americkými a Švýcarskem činil 9:0. Naposledy Američanky vyhrály ve světové baráži 2019. |                                                                              |      |                        |     |  |

#### Česko vs. Spojené státy americké
| | Česko | 2 :                                                                              | 1   | Spojené státy americké |    |  |
| --- | --- | -------------------------------------------------------------------------------- | --- | ---------------------- | -- |  |
| dvorec č. 1, Estadio La Cartuja, Sevilla, Španělsko 10. listopadu 2023, 16:00 SEČ tvrdý (hala) | |                                                                                  |     |                        |    |  |
| \| \| \| \| 1. \| 2. \| 3. \| \| \| ----------- \| --------------------------------------------------------------------------------------------------------------------------------------------------------------------------------------------------------------------------------------------------------------------------------------------------------------------------------------------------------------------------------------------------------------------------------------------------------------- \| -------------------------------------------------------------------------------- \| --- \| --- \| -- \| \| \| 1. \| \| Kateřina Siniaková Danielle Collinsová \| 3 6 \| 2 6 \| \| \| \| 2. \| \| Markéta Vondroušová Sofia Keninová \| 6 1 \| 6 1 \| \| \| \| 3. \| \| Barbora Krejčíková / Kateřina Siniaková Danielle Collinsová / Taylor Townsendová \| 6 3 \| 7 5 \| \| \| \| \| \| \| \| \| \| \| \| \| \| \| \| \| \| \| \| \| \| \| \| \| \| \| \| Podrobnosti \| \| \| \| \| \| \| \| \| Spojené státy americké se v předchozí historii utkaly s českým družstvem čtrnáctkrát a držely aktivní bilanci výher 10–4. Do statistik byly započítány všechny zápasy od založení soutěže v roce 1963, včetně utkání československého výběru. Proti Československu odehrály Američanky osm duelů. Šestkrát pak nastoupily proti Česku, naposledy prohrály ve skupině finálového turnaje 2022. Deset ze čtrnácti zápasů připadlo na světová semifinále a finále. \| \| \| \| \| \| | |                                                                                  |     |                        |    |  |
| | |                                                                                  | 1.  | 2.                     | 3. |  |
| 1. | | Kateřina Siniaková Danielle Collinsová                                           | 3 6 | 2 6                    |    |  |
| 2. | | Markéta Vondroušová Sofia Keninová                                               | 6 1 | 6 1                    |    |  |
| 3. | | Barbora Krejčíková / Kateřina Siniaková Danielle Collinsová / Taylor Townsendová | 6 3 | 7 5                    |    |  |
| | |                                                                                  |     |                        |    |  |
| | |                                                                                  |     |                        |    |  |
| | |                                                                                  |     |                        |    |  |
| Podrobnosti | |                                                                                  |     |                        |    |  |
| | Spojené státy americké se v předchozí historii utkaly s českým družstvem čtrnáctkrát a držely aktivní bilanci výher 10–4. Do statistik byly započítány všechny zápasy od založení soutěže v roce 1963, včetně utkání československého výběru. Proti Československu odehrály Američanky osm duelů. Šestkrát pak nastoupily proti Česku, naposledy prohrály ve skupině finálového turnaje 2022. Deset ze čtrnácti zápasů připadlo na světová semifinále a finále. |                                                                                  |     |                        |    |  |

### Skupina B
| Poř. | Tým        | mez. zápasy | utkání | sety | % setů | hry   | % her |
| ---- | ---------- | ----------- | ------ | ---- | ------ | ----- | ----- |
| 1.   | Slovinsko  | 1–1         | 3–3    | 9–6  | 60 %   | 66–48 | 58 %  |
| 2.   | Kazachstán | 1–1         | 3–3    | 7–8  | 47 %   | 54–59 | 48 %  |
| 3.   | Austrálie  | 1–1         | 3–3    | 6–8  | 43 %   | 53–66 | 45 %  |

#### Austrálie vs. Slovinsko
| | Austrálie | 1 :                                                                           | 2   | Slovinsko |          |  |
| --- | --------- | ----------------------------------------------------------------------------- | --- | --------- | -------- |  |
| centrální dvorec, Estadio La Cartuja, Sevilla, Španělsko 7. listopadu 2023, 10:00 SEČ tvrdý (hala) |           |                                                                               |     |           |          |  |
| \| \| \| \| 1. \| 2. \| 3. \| \| \| -- \| \| ----------------------------------------------------------------------------- \| --- \| ---- \| -------- \| \| \| 1. \| \| Ajla Tomljanovićová Kaja Juvanová \| 4 6 \| 1 6 \| \| \| \| 2. \| \| Darja Savilleová Tamara Zidanšeková \| 1 6 \| 4 6 \| \| \| \| 3. \| \| Kimberly Birrellová / Storm Hunterová Veronika Erjavecová / Ela Nala Milićová \| 7 5 \| 62 7 \| [10] [5] \| \| \| \| \| \| \| \| \| \| \| \| \| \| \| \| \| \| \| \| \| \| \| \| \| \| \| \| \| \| \| \| \| \| \| \| \| \| \| \| \| \| |           |                                                                               |     |           |          |  |
| |           |                                                                               | 1.  | 2.        | 3.       |  |
| 1. |           | Ajla Tomljanovićová Kaja Juvanová                                             | 4 6 | 1 6       |          |  |
| 2. |           | Darja Savilleová Tamara Zidanšeková                                           | 1 6 | 4 6       |          |  |
| 3. |           | Kimberly Birrellová / Storm Hunterová Veronika Erjavecová / Ela Nala Milićová | 7 5 | 62 7      | [10] [5] |  |
| |           |                                                                               |     |           |          |  |
| |           |                                                                               |     |           |          |  |
| |           |                                                                               |     |           |          |  |
| |           |                                                                               |     |           |          |  |
| |           |                                                                               |     |           |          |  |

#### Austrálie vs. Kazachstán
| | Austrálie | 2 :                                                                  | 1    | Kazachstán |          |  |
| --- | --------- | -------------------------------------------------------------------- | ---- | ---------- | -------- |  |
| centrální dvorec, Estadio La Cartuja, Sevilla, Španělsko 9. listopadu 2023, 10:00 SEČ tvrdý (hala) |           |                                                                      |      |            |          |  |
| \| \| \| \| 1. \| 2. \| 3. \| \| \| -- \| \| -------------------------------------------------------------------- \| ---- \| --- \| -------- \| \| \| 1. \| \| Storm Hunterová Anna Danilinová \| 7 62 \| 6 4 \| \| \| \| 2. \| \| Kimberly Birrellová Julia Putincevová \| 0 6 \| 5 7 \| \| \| \| 3. \| \| Storm Hunterová / Ellen Perezová Anna Danilinová / Julia Putincevová \| 6 1 \| 4 6 \| [10] [5] \| \| \| \| \| \| \| \| \| \| \| \| \| \| \| \| \| \| \| \| \| \| \| \| \| \| \| \| \| \| \| \| \| \| \| \| \| \| \| \| \| \| |           |                                                                      |      |            |          |  |
| |           |                                                                      | 1.   | 2.         | 3.       |  |
| 1. |           | Storm Hunterová Anna Danilinová                                      | 7 62 | 6 4        |          |  |
| 2. |           | Kimberly Birrellová Julia Putincevová                                | 0 6  | 5 7        |          |  |
| 3. |           | Storm Hunterová / Ellen Perezová Anna Danilinová / Julia Putincevová | 6 1  | 4 6        | [10] [5] |  |
| |           |                                                                      |      |            |          |  |
| |           |                                                                      |      |            |          |  |
| |           |                                                                      |      |            |          |  |
| |           |                                                                      |      |            |          |  |
| |           |                                                                      |      |            |          |  |

#### Kazachstán vs. Slovinsko
| | Kazachstán | 2 :                                                                           | 1   | Slovinsko |          |       |
| --- | ---------- | ----------------------------------------------------------------------------- | --- | --------- | -------- | ----- |
| dvorec č. 1, Estadio La Cartuja, Sevilla, Španělsko 10. listopadu 2023, 10:00 SEČ tvrdý (hala) |            |                                                                               |     |           |          |       |
| \| \| \| \| 1. \| 2. \| 3. \| \| \| -- \| \| ----------------------------------------------------------------------------- \| --- \| --- \| -------- \| ----- \| \| 1. \| \| Anna Danilinová Kaja Juvanová \| 1 6 \| 0 6 \| \| \| \| 2. \| \| Julia Putincevová Tamara Zidanšeková \| 2 6 \| 6 2 \| \| skreč \| \| 3. \| \| Anna Danilinová / Žibek Kulambajevová Veronika Erjavecová / Ela Nala Milićová \| 2 6 \| 6 4 \| [10] [7] \| \| \| \| \| \| \| \| \| \| \| \| \| \| \| \| \| \| \| \| \| \| \| \| \| \| \| \| \| \| \| \| \| \| \| \| \| \| \| \| \| \| |            |                                                                               |     |           |          |       |
| |            |                                                                               | 1.  | 2.        | 3.       |       |
| 1. |            | Anna Danilinová Kaja Juvanová                                                 | 1 6 | 0 6       |          |       |
| 2. |            | Julia Putincevová Tamara Zidanšeková                                          | 2 6 | 6 2       |          | skreč |
| 3. |            | Anna Danilinová / Žibek Kulambajevová Veronika Erjavecová / Ela Nala Milićová | 2 6 | 6 4       | [10] [7] |       |
| |            |                                                                               |     |           |          |       |
| |            |                                                                               |     |           |          |       |
| |            |                                                                               |     |           |          |       |
| |            |                                                                               |     |           |          |       |
| |            |                                                                               |     |           |          |       |

### Skupina C
| Poř. | Tým       | mez. zápasy | utkání | sety | % setů | hry   | % her |
| ---- | --------- | ----------- | ------ | ---- | ------ | ----- | ----- |
| 1.   | Kanada    | 2–0         | 6–0    | 12–1 | 92 %   | 80–48 | 63 %  |
| 2.   | Španělsko | 1–1         | 2–4    | 5–9  | 36 %   | 58–72 | 45 %  |
| 3.   | Polsko    | 0–2         | 1–5    | 4–11 | 27 %   | 57–75 | 43 %  |

#### Španělsko vs. Kanada
| | Španělsko | 0 :                                                                                 | 3      | Kanada |    |  |
| --- | --------- | ----------------------------------------------------------------------------------- | ------ | ------ | -- |  |
| centrální dvorec, Estadio La Cartuja, Sevilla, Španělsko 8. listopadu 2023, 16:00 SEČ tvrdý (hala) |           |                                                                                     |        |        |    |  |
| \| \| \| \| 1. \| 2. \| 3. \| \| \| -- \| \| ----------------------------------------------------------------------------------- \| ------ \| ---- \| -- \| \| \| 1. \| \| Rebeka Masárová Marina Stakusicová \| 3 6 \| 1 6 \| \| \| \| 2. \| \| Sara Sorribesová Tormová Leylah Fernandezová \| 68 710 \| 67 9 \| \| \| \| 3. \| \| Rebeka Masárová / Sara Sorribesová Tormová Eugenie Bouchardová / Gabriela Dabrowská \| 3 6 \| 5 7 \| \| \| \| \| \| \| \| \| \| \| \| \| \| \| \| \| \| \| \| \| \| \| \| \| \| \| \| \| \| \| \| \| \| \| \| \| \| \| \| \| \| \| |           |                                                                                     |        |        |    |  |
| |           |                                                                                     | 1.     | 2.     | 3. |  |
| 1. |           | Rebeka Masárová Marina Stakusicová                                                  | 3 6    | 1 6    |    |  |
| 2. |           | Sara Sorribesová Tormová Leylah Fernandezová                                        | 68 710 | 67 9   |    |  |
| 3. |           | Rebeka Masárová / Sara Sorribesová Tormová Eugenie Bouchardová / Gabriela Dabrowská | 3 6    | 5 7    |    |  |
| |           |                                                                                     |        |        |    |  |
| |           |                                                                                     |        |        |    |  |
| |           |                                                                                     |        |        |    |  |
| |           |                                                                                     |        |        |    |  |
| |           |                                                                                     |        |        |    |  |

#### Kanada vs. Polsko
| | Kanada | 3 :                                                                             | 0   | Polsko |     |  |
| --- | ------ | ------------------------------------------------------------------------------- | --- | ------ | --- |  |
| dvorec č. 1, Estadio La Cartuja, Sevilla, Španělsko 9. listopadu 2023, 16:00 SEČ tvrdý (hala) |        |                                                                                 |     |        |     |  |
| \| \| \| \| 1. \| 2. \| 3. \| \| \| -- \| \| ------------------------------------------------------------------------------- \| --- \| --- \| --- \| \| \| 1. \| \| Marina Stakusicová Magdalena Fręchová \| 4 6 \| 7 5 \| 6 3 \| \| \| 2. \| \| Leylah Fernandezová Magda Linetteová \| 6 2 \| 6 3 \| \| \| \| 3. \| \| Eugenie Bouchardová / Gabriela Dabrowská Weronika Falkowská / Katarzyna Kawaová \| 6 2 \| 6 3 \| \| \| \| \| \| \| \| \| \| \| \| \| \| \| \| \| \| \| \| \| \| \| \| \| \| \| \| \| \| \| \| \| \| \| \| \| \| \| \| \| \| \| |        |                                                                                 |     |        |     |  |
| |        |                                                                                 | 1.  | 2.     | 3.  |  |
| 1. |        | Marina Stakusicová Magdalena Fręchová                                           | 4 6 | 7 5    | 6 3 |  |
| 2. |        | Leylah Fernandezová Magda Linetteová                                            | 6 2 | 6 3    |     |  |
| 3. |        | Eugenie Bouchardová / Gabriela Dabrowská Weronika Falkowská / Katarzyna Kawaová | 6 2 | 6 3    |     |  |
| |        |                                                                                 |     |        |     |  |
| |        |                                                                                 |     |        |     |  |
| |        |                                                                                 |     |        |     |  |
| |        |                                                                                 |     |        |     |  |
| |        |                                                                                 |     |        |     |  |

#### Španělsko vs. Polsko
| | Španělsko | 2 :                                                                               | 1    | Polsko |          |  |
| --- | --------- | --------------------------------------------------------------------------------- | ---- | ------ | -------- |  |
| centrální dvorec, Estadio La Cartuja, Sevilla, Španělsko 10. listopadu 2023, 16:00 SEČ tvrdý (hala) |           |                                                                                   |      |        |          |  |
| \| \| \| \| 1. \| 2. \| 3. \| \| \| -- \| \| --------------------------------------------------------------------------------- \| ---- \| ---- \| -------- \| \| \| 1. \| \| Rebeka Masárová Katarzyna Kawaová \| 2 6 \| 6 3 \| 6 2 \| \| \| 2. \| \| Sara Sorribesová Tormová Magda Linetteová \| 7 65 \| 6 3 \| \| \| \| 3. \| \| Marina Bassolsová Riberová / Cristina Bucșová Katarzyna Kawaová / Martyna Kubková \| 0 6 \| 7 62 \| [3] [10] \| \| \| \| \| \| \| \| \| \| \| \| \| \| \| \| \| \| \| \| \| \| \| \| \| \| \| \| \| \| \| \| \| \| \| \| \| \| \| \| \| \| |           |                                                                                   |      |        |          |  |
| |           |                                                                                   | 1.   | 2.     | 3.       |  |
| 1. |           | Rebeka Masárová Katarzyna Kawaová                                                 | 2 6  | 6 3    | 6 2      |  |
| 2. |           | Sara Sorribesová Tormová Magda Linetteová                                         | 7 65 | 6 3    |          |  |
| 3. |           | Marina Bassolsová Riberová / Cristina Bucșová Katarzyna Kawaová / Martyna Kubková | 0 6  | 7 62   | [3] [10] |  |
| |           |                                                                                   |      |        |          |  |
| |           |                                                                                   |      |        |          |  |
| |           |                                                                                   |      |        |          |  |
| |           |                                                                                   |      |        |          |  |
| |           |                                                                                   |      |        |          |  |

### Skupina D
| Poř. | Tým     | mez. zápasy | utkání | sety | % setů | hry   | % her |
| ---- | ------- | ----------- | ------ | ---- | ------ | ----- | ----- |
| 1.   | Itálie  | 2–0         | 5–1    | 11–5 | 69 %   | 79–62 | 56 %  |
| 2.   | Francie | 1–1         | 4–2    | 10–6 | 63 %   | 75–61 | 55 %  |
| 3.   | Německo | 0–2         | 0–6    | 2–12 | 14 %   | 43–74 | 37 %  |

#### Francie vs. Itálie
| | Francie | 1 :                                                                                        | 2    | Itálie |          |  |
| --- | ------- | ------------------------------------------------------------------------------------------ | ---- | ------ | -------- |  |
| centrální dvorec, Estadio La Cartuja, Sevilla, Španělsko 8. listopadu 2023, 10:00 SEČ tvrdý (hala) |         |                                                                                            |      |        |          |  |
| \| \| \| \| 1. \| 2. \| 3. \| \| \| -- \| \| ------------------------------------------------------------------------------------------ \| ---- \| --- \| -------- \| \| \| 1. \| \| Alizé Cornetová Martina Trevisanová \| 6 2 \| 2 6 \| 2 6 \| \| \| 2. \| \| Caroline Garciaová Jasmine Paoliniová \| 6 78 \| 7 5 \| 4 6 \| \| \| 3. \| \| Caroline Garciaová / Kristina Mladenovicová Elisabetta Cocciarettová / Martina Trevisanová \| 5 7 \| 6 2 \| [10] [6] \| \| \| \| \| \| \| \| \| \| \| \| \| \| \| \| \| \| \| \| \| \| \| \| \| \| \| \| \| \| \| \| \| \| \| \| \| \| \| \| \| \| |         |                                                                                            |      |        |          |  |
| |         |                                                                                            | 1.   | 2.     | 3.       |  |
| 1. |         | Alizé Cornetová Martina Trevisanová                                                        | 6 2  | 2 6    | 2 6      |  |
| 2. |         | Caroline Garciaová Jasmine Paoliniová                                                      | 6 78 | 7 5    | 4 6      |  |
| 3. |         | Caroline Garciaová / Kristina Mladenovicová Elisabetta Cocciarettová / Martina Trevisanová | 5 7  | 6 2    | [10] [6] |  |
| |         |                                                                                            |      |        |          |  |
| |         |                                                                                            |      |        |          |  |
| |         |                                                                                            |      |        |          |  |
| |         |                                                                                            |      |        |          |  |
| |         |                                                                                            |      |        |          |  |

#### Itálie vs. Německo
| | Itálie | 3 :                                                                                      | 0     | Německo |          |  |
| --- | ------ | ---------------------------------------------------------------------------------------- | ----- | ------- | -------- |  |
| dvorec č. 1, Estadio La Cartuja, Sevilla, Španělsko 9. listopadu 2023, 10:00 SEČ tvrdý (hala) |        |                                                                                          |       |         |          |  |
| \| \| \| \| 1. \| 2. \| 3. \| \| \| -- \| \| ---------------------------------------------------------------------------------------- \| ----- \| ---- \| -------- \| \| \| 1. \| \| Martina Trevisanová Eva Lysová \| 78 66 \| 6 1 \| \| \| \| 2. \| \| Jasmine Paoliniová Anna-Lena Friedsamová \| 6 3 \| 6 2 \| \| \| \| 3. \| \| Lucia Bronzettiová / Elisabetta Cocciarettová Anna-Lena Friedsamová / Laura Siegemundová \| 6 4 \| 64 7 \| [11] [9] \| \| \| \| \| \| \| \| \| \| \| \| \| \| \| \| \| \| \| \| \| \| \| \| \| \| \| \| \| \| \| \| \| \| \| \| \| \| \| \| \| \| |        |                                                                                          |       |         |          |  |
| |        |                                                                                          | 1.    | 2.      | 3.       |  |
| 1. |        | Martina Trevisanová Eva Lysová                                                           | 78 66 | 6 1     |          |  |
| 2. |        | Jasmine Paoliniová Anna-Lena Friedsamová                                                 | 6 3   | 6 2     |          |  |
| 3. |        | Lucia Bronzettiová / Elisabetta Cocciarettová Anna-Lena Friedsamová / Laura Siegemundová | 6 4   | 64 7    | [11] [9] |  |
| |        |                                                                                          |       |         |          |  |
| |        |                                                                                          |       |         |          |  |
| |        |                                                                                          |       |         |          |  |
| |        |                                                                                          |       |         |          |  |
| |        |                                                                                          |       |         |          |  |

#### Francie vs. Německo
| | Francie | 3 :                                                                               | 0   | Německo |          |       |
| --- | ------- | --------------------------------------------------------------------------------- | --- | ------- | -------- | ----- |
| centrální dvorec, Estadio La Cartuja, Sevilla, Španělsko 10. listopadu 2023, 10:00 SEČ tvrdý (hala) |         |                                                                                   |     |         |          |       |
| \| \| \| \| 1. \| 2. \| 3. \| \| \| -- \| \| --------------------------------------------------------------------------------- \| --- \| --- \| -------- \| ----- \| \| 1. \| \| Clara Burelová Jule Niemeierová \| 6 4 \| 6 3 \| \| \| \| 2. \| \| Varvara Gračovová Tatjana Mariová \| 0 3 \| \| \| skreč \| \| 3. \| \| Caroline Garciaová / Kristina Mladenovicová Jule Niemeierová / Laura Siegemundová \| 5 7 \| 6 3 \| [10] [1] \| \| \| \| \| \| \| \| \| \| \| \| \| \| \| \| \| \| \| \| \| \| \| \| \| \| \| \| \| \| \| \| \| \| \| \| \| \| \| \| \| \| |         |                                                                                   |     |         |          |       |
| |         |                                                                                   | 1.  | 2.      | 3.       |       |
| 1. |         | Clara Burelová Jule Niemeierová                                                   | 6 4 | 6 3     |          |       |
| 2. |         | Varvara Gračovová Tatjana Mariová                                                 | 0 3 |         |          | skreč |
| 3. |         | Caroline Garciaová / Kristina Mladenovicová Jule Niemeierová / Laura Siegemundová | 5 7 | 6 3     | [10] [1] |       |
| |         |                                                                                   |     |         |          |       |
| |         |                                                                                   |     |         |          |       |
| |         |                                                                                   |     |         |          |       |
| |         |                                                                                   |     |         |          |       |
| |         |                                                                                   |     |         |          |       |

## Vyřazovací fáze
|  | Semifinále 11. listopadu | Semifinále 11. listopadu | Semifinále 11. listopadu |  |  | Finále 12. listopadu | Finále 12. listopadu | Finále 12. listopadu |
|  |                          |                          |                          |  |  |                      |                      |                      |
|  |                          | Česko                    | 1                        |  |  |                      |                      |                      |
|  |                          | Kanada                   | 2                        |  |  |                      |                      |                      |
|  |                          |                          |                          |  |  |                      | Kanada               | 2                    |
|  |                          |                          |                          |  |  |                      | Itálie               | 0                    |
|  |                          | Slovinsko                | 0                        |  |  |                      |                      |                      |
|  |                          | Itálie                   | 2                        |  |  |                      |                      |                      |

### Semifinále

#### Česko vs. Kanada
| | Česko | 1 :                                                                              | 2   | Kanada |     |  |
| --- | --- | -------------------------------------------------------------------------------- | --- | ------ | --- |  |
| centrální dvorec, Estadio La Cartuja, Sevilla, Španělsko 11. listopadu 2023, 16:00 SEČ tvrdý (hala) | |                                                                                  |     |        |     |  |
| \| \| \| \| 1. \| 2. \| 3. \| \| \| ----------- \| ------------------------------------------------------------------------------------------------------------------ \| -------------------------------------------------------------------------------- \| --- \| ---- \| --- \| \| \| 1. \| \| Barbora Krejčíková Marina Stakusicová \| 6 2 \| 6 1 \| \| \| \| 2. \| \| Markéta Vondroušová Leylah Fernandezová \| 2 6 \| 6 2 \| 3 6 \| \| \| 3. \| \| Barbora Krejčíková / Kateřina Siniaková Gabriela Dabrowská / Leylah Fernandezová \| 5 7 \| 63 7 \| \| \| \| \| \| \| \| \| \| \| \| \| \| \| \| \| \| \| \| \| \| \| \| \| \| \| \| Podrobnosti \| \| \| \| \| \| \| \| \| Předchozí poměr vzájemných zápasů mezi Českem a Kanadou činil 7:0. Naposledy vyhrály Češky ve světové baráži 2019. \| \| \| \| \| \| | |                                                                                  |     |        |     |  |
| | |                                                                                  | 1.  | 2.     | 3.  |  |
| 1. | | Barbora Krejčíková Marina Stakusicová                                            | 6 2 | 6 1    |     |  |
| 2. | | Markéta Vondroušová Leylah Fernandezová                                          | 2 6 | 6 2    | 3 6 |  |
| 3. | | Barbora Krejčíková / Kateřina Siniaková Gabriela Dabrowská / Leylah Fernandezová | 5 7 | 63 7   |     |  |
| | |                                                                                  |     |        |     |  |
| | |                                                                                  |     |        |     |  |
| | |                                                                                  |     |        |     |  |
| Podrobnosti | |                                                                                  |     |        |     |  |
| | Předchozí poměr vzájemných zápasů mezi Českem a Kanadou činil 7:0. Naposledy vyhrály Češky ve světové baráži 2019. |                                                                                  |     |        |     |  |

#### Slovinsko vs. Itálie
| | Slovinsko                                                          | 0 :                                                                              | 2    | Itálie |     |            |
| --- | ------------------------------------------------------------------ | -------------------------------------------------------------------------------- | ---- | ------ | --- | ---------- |
| centrální dvorec, Estadio La Cartuja, Sevilla, Španělsko 11. listopadu 2023, 10:00 SEČ tvrdý (hala) |                                                                    |                                                                                  |      |        |     |            |
| \| \| \| \| 1. \| 2. \| 3. \| \| \| ----------- \| ------------------------------------------------------------------ \| -------------------------------------------------------------------------------- \| ---- \| --- \| --- \| ---------- \| \| 1. \| \| Kaja Juvanová Martina Trevisanová \| 6 78 \| 3 6 \| \| \| \| 2. \| \| Tamara Zidanšeková Jasmine Paoliniová \| 2 6 \| 6 4 \| 3 6 \| \| \| 3. \| \| Kaja Juvanová / Tamara Zidanšeková Elisabetta Cocciarettová / Jasmine Paoliniová \| \| \| \| nehrálo se \| \| \| \| \| \| \| \| \| \| \| \| \| \| \| \| \| \| \| \| \| \| \| \| \| \| Podrobnosti \| \| \| \| \| \| \| \| \| Slovinsko a Itálie se v předchozí historii soutěže nikdy neutkaly. \| \| \| \| \| \| |                                                                    |                                                                                  |      |        |     |            |
| |                                                                    |                                                                                  | 1.   | 2.     | 3.  |            |
| 1. |                                                                    | Kaja Juvanová Martina Trevisanová                                                | 6 78 | 3 6    |     |            |
| 2. |                                                                    | Tamara Zidanšeková Jasmine Paoliniová                                            | 2 6  | 6 4    | 3 6 |            |
| 3. |                                                                    | Kaja Juvanová / Tamara Zidanšeková Elisabetta Cocciarettová / Jasmine Paoliniová |      |        |     | nehrálo se |
| |                                                                    |                                                                                  |      |        |     |            |
| |                                                                    |                                                                                  |      |        |     |            |
| |                                                                    |                                                                                  |      |        |     |            |
| Podrobnosti |                                                                    |                                                                                  |      |        |     |            |
| | Slovinsko a Itálie se v předchozí historii soutěže nikdy neutkaly. |                                                                                  |      |        |     |            |

### Finále

#### Kanada vs. Itálie
| | Kanada | 2 :                                                                                    | 0   | Itálie |    |            |
| --- | --- | -------------------------------------------------------------------------------------- | --- | ------ | -- | ---------- |
| centrální dvorec, Estadio La Cartuja, Sevilla, Španělsko 12. listopadu 2023, 15:00 SEČ tvrdý (hala) | |                                                                                        |     |        |    |            |
| \| \| \| \| 1. \| 2. \| 3. \| \| \| ----------- \| --------------------------------------------------------------------------------------------------------------------------------------------------------------------------------------------------------------------------------------------------------------------- \| -------------------------------------------------------------------------------------- \| --- \| --- \| -- \| ---------- \| \| 1. \| \| Marina Stakusicová Martina Trevisanová \| 7 5 \| 6 3 \| \| \| \| 2. \| \| Leylah Fernandezová Jasmine Paoliniová \| 6 2 \| 6 3 \| \| \| \| 3. \| \| Gabriela Dabrowská / Leylah Fernandezová Elisabetta Cocciarettová / Jasmine Paoliniová \| \| \| \| nehrálo se \| \| \| \| \| \| \| \| \| \| \| \| \| \| \| \| \| \| \| \| \| \| \| \| \| \| Podrobnosti \| \| \| \| \| \| \| \| \| Předchozí poměr vzájemných zápasů mezi Kanadou a Itálií činil 3:1. Naposledy vyhrály Kanaďanky ve skupině finálového turnaje 2022. Kanada postoupila do finále vůbec poprvé od debutu v úvodním ročníku 1963. Itálie usilovala o pátý titul a první od roku 2013.[21] \| \| \| \| \| \| | |                                                                                        |     |        |    |            |
| | |                                                                                        | 1.  | 2.     | 3. |            |
| 1. | | Marina Stakusicová Martina Trevisanová                                                 | 7 5 | 6 3    |    |            |
| 2. | | Leylah Fernandezová Jasmine Paoliniová                                                 | 6 2 | 6 3    |    |            |
| 3. | | Gabriela Dabrowská / Leylah Fernandezová Elisabetta Cocciarettová / Jasmine Paoliniová |     |        |    | nehrálo se |
| | |                                                                                        |     |        |    |            |
| | |                                                                                        |     |        |    |            |
| | |                                                                                        |     |        |    |            |
| Podrobnosti | |                                                                                        |     |        |    |            |
| | Předchozí poměr vzájemných zápasů mezi Kanadou a Itálií činil 3:1. Naposledy vyhrály Kanaďanky ve skupině finálového turnaje 2022. Kanada postoupila do finále vůbec poprvé od debutu v úvodním ročníku 1963. Itálie usilovala o pátý titul a první od roku 2013. |                                                                                        |     |        |    |            |

### Vítěz
| Vítěz Billie Jean King Cupu 2023 |
| -------------------------------- |
| Kanada první titul               |